# El Pitido
El Pitido (en inglés, The Pip), es una estación rusa que transmite en onda corta en 3756 kHz durante el día y 5448 kHz en la noche. Transmite pitidos cortos, alrededor de 50 pitidos por minuto, ocasionalmente trasmite mensajes de voz en idioma ruso. El Pitido a estado activo desde alrededor del 1985, cuando su sonido distintivo fue grabado por primera vez por los oyentes, y es una estación hermana de UVB-76.
- Datos: Q10398291
- Multimedia: The Pip / Q10398291